# Oratorio dei Santi Sebastiano e Fabiano (Taggia)
L'oratorio dei Santi Sebastiano e Fabiano è un luogo di culto cattolico situato nel comune di Taggia, in via Soleri, in provincia di Imperia. La chiesa è sede della confraternita del Gonfalone o anche detta "dei Bianchi".

## Storia e descrizione
L'odierno oratorio è il frutto di ampliamenti e modifiche che si attuarono nei secoli ad opera della locale confraternita; il primo impianto risalirebbe al 1454. Ufficialmente la congregazione qui si trasferì il 18 aprile 1578 dal precedente sito della chiesa di San Benedetto al Colletto, quest'ultima ubicata poco sotto la chiesa di Nostra Signora del Canneto.
Al suo interno, in stile architettonico barocco, sono conservati alle pareti i quattro dipinti de L'adorazione dei pastori, L'adorazione dei magi, la Resurrezione e la Pentecoste, opere del pittore tabiese Giovanni Battista Oggero del XVIII secolo e donate alla confraternita dal marchese Spinola.
Di arte barocca è pure l'altare maggiore in marmo policromi che fu realizzato nei primi anni del Settecento su commissione degli stessi confratelli. Su di esso è ubicato - dal 1887 - il crocifisso ligneo datato al 1410 e proveniente dalla vecchia sede della confraternita in zona Colletto. La scultura del Cristo, di scuola genovese, ha la particolarità di avere tra la corona di spine ciocche di capelli umani, offerti da tre diverse persone; le tre cimase in argento e la raggiera argentea posta al di sopra della corona di Gesù furono donate nel 1753 da Domenico Pastorelli.
Nel 1853 venne realizzato e collocato l'organo della ditta Lingiardi, quest'ultimo restaurato nel 2019 dalla ditta Giani.